# Прудбой
Прудбой — посёлок в Калачёвском районе Волгоградской области. Входит в состав Мариновского сельского поселения. Население 1000 человек (2002), 798 (2010).

## История
В посёлке Прудбой с 19 августа 1941 года началось формирование танковой бригады (будущая 1-я гвардейская танковая бригада ) из эвакуированных с фронта остатков личного состава уничтоженных в боях 15-й и 20-й танковых дивизий. Командиром нового воинского формирования был назначен полковник М. Е. Катуков, бывший командир 20-й танковой дивизии 9-го механизированного корпуса.
В соответствии с Законом Волгоградской области от 20 января 2005 года № 994-ОД «Об установлении границ и наделении статусом Калачёвского района и муниципальных образований в его составе», хутор вошёл в состав образованного Мариновского сельского поселения.

## География
Расположен в юго-западной части региона, в степной зоне, в пределах Ергенинской возвышенности, относящейся к Восточно-Европейской равнине. По посёлку протекает река Карповка, с юга — Волго-Донский канал.

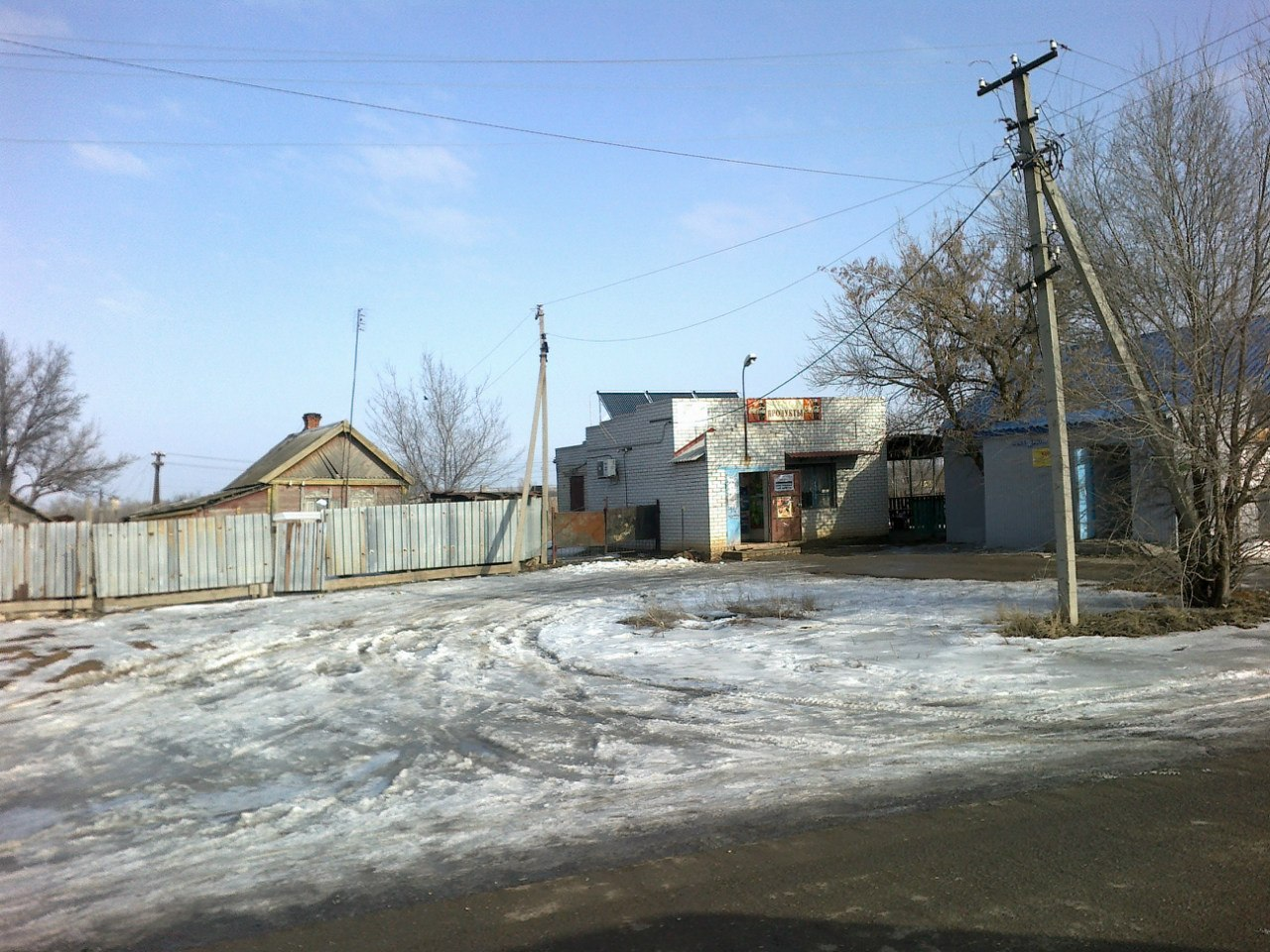
Прудбой в 2013 году.

## Население
| 2010 |
| ---- |
| 798  |

## Инфраструктура
244-й общевойсковой учебный центр, полигон сухопутных войск.

## Транспорт
Железная дорога (станция Прудбой).
Через южную окраину посёлка проходит западный объезд Волгограда.